# Oltingue

Oltingue este o comună în departamentul Haut-Rhin din estul Franței. În 2009 avea o populație de 735 de locuitori.

## Evoluția populației
| An        | 1975 | 1982 | 1990 | 1999 | 2006 | 2009 |
| --------- | ---- | ---- | ---- | ---- | ---- | ---- |
| Populație | 719  | 728  | 711  | 765  | 739  | 735  |